# Srámanéra

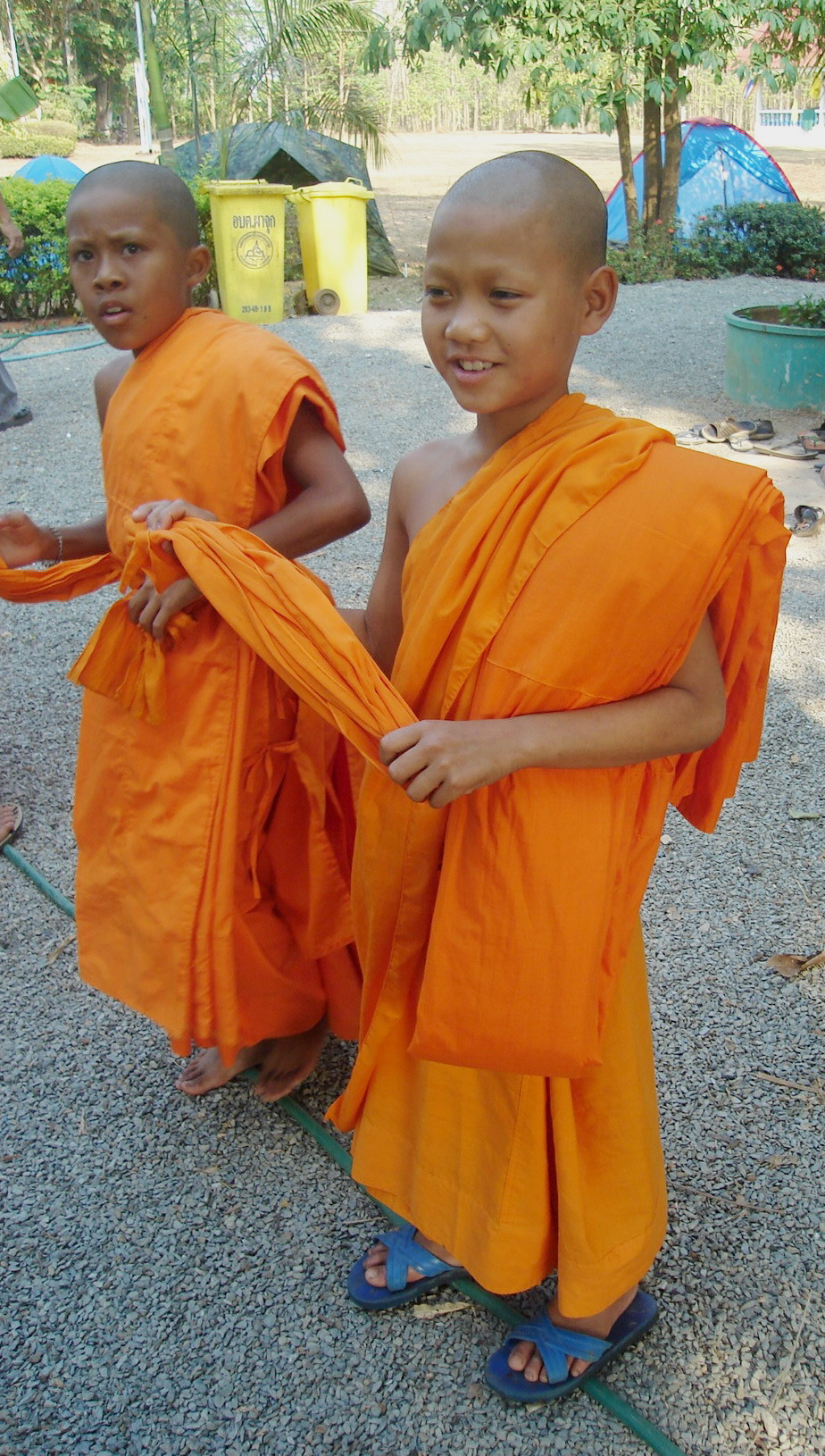
Növendékek Thaiföldön

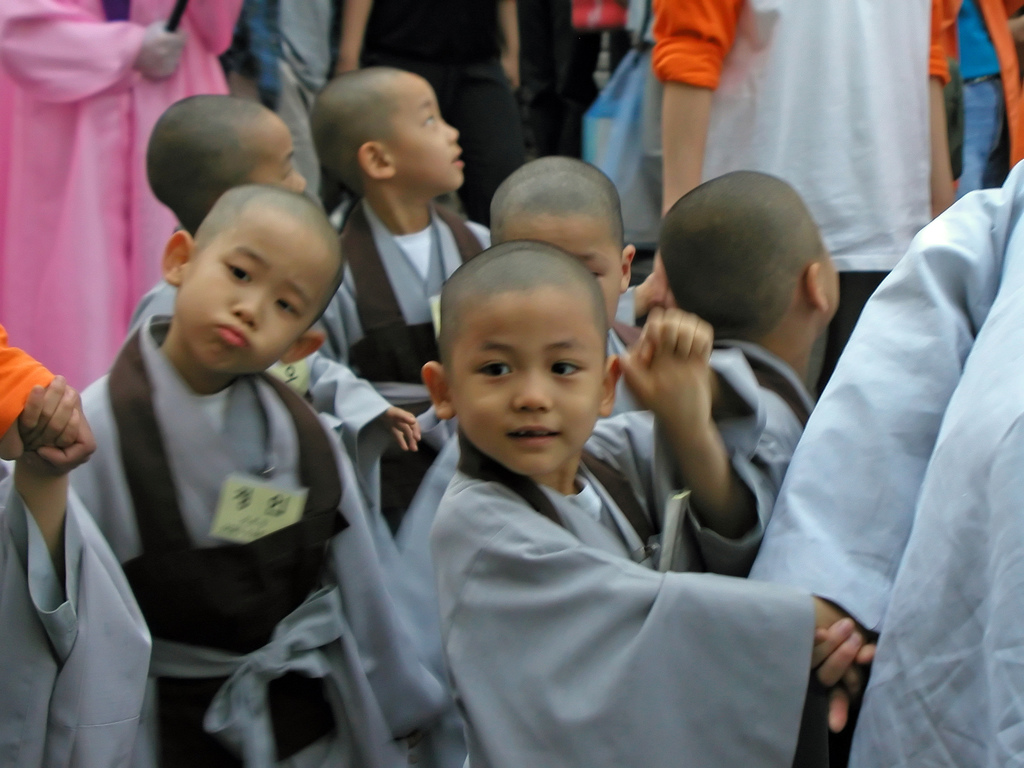
Apró srámanerák a koreai hagyományok szerint

A srámanéra (szanszkrit, páli: számanéra; kínai: 沙彌, pinjin: Shāmí, koreai: 사미; burmai: ရှင်သာမဏေ shin thamanei,  thai: สามเณร samanen, khmer: សាមណេរ "samaner") buddhista szerzetesnövendék.

## Eredete
A srámanéra szó szerinti jelentése 'új szerzetes', valaki, aki alacsonyabb szintű felvételt nyert az upaszampada szintnél alacsonyabbat. A prátimoksa szabályok nem vonatkoznak rájuk és nem a növendékek nem is vesznek részt az uposzatha napok során a recitálásokon.
A srámanéra női megfelelője a srámanérí.

## Története
Amikor Gautama Sziddhártha fia Ráhula hétéves volt. A történelmi Buddha Ráhula születésétől kezdve már nem élt a palotában, hiszen elvonult, hogy a spirituális úton megfejtse a szenvedés rejtélyét. Amikor Buddha újból ellátogatott szülővárosába, Ráhula édesanyja Jasodará azt mondta fiának, hogy mivel az apja visszautasította a fényűző világi életet, a fiú kérje apjától az örökségét és a királyi koronát, hogy ő uralkodhasson, ha az öreg király már nem él. Ráhula ebéd után követte a Buddhát és kérte tőle az örökségét. Senki sem próbálta a fiút megállítani, a Buddha sem. Követés közben azt mondta Ráhel, hogy "Uram, még az árnyékodat is kedvelem".
Miután elértek a Nigrodha parkba, ahol a Buddha szállt meg, a Buddha ekként gondolkodott: "Szeretné az apja örökségét, de az sok gonddal jár. Ezért a spirituális megvilágosodásom örökségét fogom nekiadni". A Buddha magához hívta Száriputtát és megkérte, hogy vegye fel Ráhulát a szanghába növendékként. Így Ráhula lett a legelső buddhista növendék szerzetes.

## Áttekintés
A Vinaja egyházi szabályai szerint 20 éves kor alatt nem állhat senki szerzetesnek, csak növendék lehet először. A növendékek betartják a tíz szabályt és a buddhizmus elszánt követői az iskolai szünidőkben, vagy ha nagyon elkötelezettek, mindvégig az iskola mellett is.
Srámanerák tíz szabálya:
1. Tartózkodni érző lények megölésétől.
2. Tartózkodni a lopástól.
3. Tartózkodni az érzéki örömöktől.
4. Tartózkodni a hazugságtól.
5. Tartózkodni a bódító szerektől.
6. Tartózkodni a nem megfelelő időben való étkezéstől (délután).
7. Tartózkodni az énekléstől, tánctól, zenéléstől és szórakoztató rendezvényektől (előadások).
8. Tartózkodni a parfümöktől, kozmetikumoktól és ékszerektől (dekoratív kiegészítők).
9. Tartózkodni a magas székeken való üléstől és magas, puha ágyakon való alvástól.
10. Tartózkodni a pénz és értéktárgyak elfogadásától.

A rendbe való felvétel különbözik a srámanérák és a srámanérik számára.

## Átmenet a teljes felvételig
Egy év után vagy 20 éves korban a srámanéra magas szerzetesi rangba lép. Néhány kolostor valamennyi időre kötelezővé teszi a növendékséget azok számára, akik felvételt szeretnének nyerni szerzetesként vagy apácaként a rendbe. A felnőttek ilyenkor általában fehér brahmin ruhát viselnek, mely hasonlít a különleges thai mae csikéhoz, akik nem szándékoznak teljes fölvételt nyerni a buddhista egyházba - a világi és egyházi között maradnak.